# Kalcijev hipoklorit
Kalcijev hipoklorit je anorganska spojina s formulo Ca(ClO)2. 
V zmesi z  apnom (CaO) in  kalcijevim kloridom (CaCl2) je bil znan kot klorov prašek ali belilni prašek in se je uporabljal kot sredstvo za razkuževanje vode in belilo. Zmes je relativno stabilna in ima večjo vsebnost klora kot tekoči natrijev hipoklorit (NaClO). Kalcijev hipoklorit je bel prah, tržni proizvodi pa so rahlo rumeni. Ima močan vonj po kloru, ker v vlažnem zraku počasi razpada. V trdi vodi je slabo topen, zato je priporočljiva raba mehke do srednje trde vode. Ima dve obliki: brezvodno in hidrirano.

## Raba

### Razkužilo
Kalcijev hipoklorit se običajno uporablja za razkuževanje javnih plavalnih bazenov in dezinfekcijo pitne vode. Tržni proizvod  običajno  vsebuje 68 % čistega kalcijevega hipoklorita. Proizvodu za plavalne bazene je pogosto primešana cianurjeva kislina,  ki deluje kot stabilizator, zmanjšuje izgube klora zaradi ultravijolične svetlobe in preprečuje povečevanje kalcijeve trdote vode. V kuhinjah se pogosto uporablja za dezinfekcijo površin in opreme. V manjših količinah se uporablja tudi kot čistilo za kopalnice, v dezinfekcijskih pršilih, algicidih, herbicidih in detergentih. 

### Organska kemija
Kalcijev hipoklorit je oksidant  in zato včasih  uporaben v organski kemiji, na primer za cepljenje glikolov,  α-hidroksi karboksilnih kislin in keto kislin, pri čemer nastajajo nižji aldehidi ali karboksilne kisline. Uporablja se tudi v haloformni reakciji za proizvodnjo kloroforma:
3 Ca(OCl)2 + 2 (CH3)2CO → 2 CHCl3 + 2 Ca(OH)2+ Ca(CH3COO)2

## Proizvodnja
Kalcijev hipoklorit se proizvaja industrijsko z obdelavo apna (Ca(OH)2) s plinastim klorom. Reakcija lahko poteka v več stopnjah in daje produkte z zazličnimi vsebnostmi kalcijevega hipoklorita, nezreagiranega apna in kalcijevega klorida. Popolna pretvorba poteka po naslednji kemijski reakciji:
2 Cl
2 + 2 Ca(OH)
2 → Ca(OCl)
2 + CaCl
2 + 2 H
2O
Belilni prašek ni enostavna zmes kalcijevega hipoklorita, kalcijevega klorida in kalcijevega hidroksida. Sestavljena je večinoma iz kalcijevega hipoklorita Ca(OCl)2,  dvobaznega kalcijevega hipoklorita Ca3(OCl)2(OH)4 in  dvobaznega kalcijevega klorida Ca3Cl2(OH)4. Proizvaja se iz rahlo vlažnega živega apna.

## Lastnosti
Kalcijev hipoklorit reagira z ogljikovim dioksidom in tvori kalcijev karbonat, pri čemer se sprošča diklorov monoksid: 
Ca(ClO)
2 + CO
2 → CaCO
3 + Cl
2O↑
Raztopina kalcijevega hipoklorita je bazična zaradi hidrolize hipokloritnega iona.  Hipoklorova kislina je šibka kislina, kalcijev hidroksid pa močna baza, zato je hipokloritni ion močna konjugirana baza, kalcijev ion pa šibka konjugirana kislina:
ClO−
 + H2O → HClO + OH−

Na podoben način kalcijev hipoklorit reagira s klorovodikovo kislino in tvori kalcijev klorid, vodo in klor:
Ca(OCl)2 + 4 HCl → CaCl2 + 2 H2O + 2 Cl2

## Varnost
Kalcijev hipoklorit se mora skladiščiti v suhem in hladnem prostoru, ločen od organskih spojin in kovin. Hidrirana oblika je bolj primerna za rokovanje kot nehidrirana. Diklorov monoksid (Cl
2O) je izredno  strupen.